# Juventud Parroquial Chilena
Juventud Parroquial Chilena (JUPACH) es una organización juvenil católica en Chile, además es miembro de la organización internacional Fimcap con sede en Bélgica.

## Historia
En 1965 el P. Andrés Materne y Marleen Buekens vinieron de Bélgica a Chile y ayudaron a construir estructuras para el trabajo juvenil católico en Chile e iniciaron un movimiento juvenil. En 1966 el movimiento juvenil fue llamado JUPACH (Abreviación para Juventud Parroquial Chilena). Los primeros grupos se fundaron en Laja (Chile) y Los Ángeles (Chile) . En 1968, el nuevo movimiento juvenil organizó sus primeros campamentos para jóvenes. En 1973 se fundó el "Consejo Nacional" de JUPACH en Concepción (Chile), que administra la organización juvenil a nivel nacional. En 1974 se publicó el "Manual de JUPACH", un folleto para los líderes de la organización con la información más importante sobre la organización. En 1975 JUPACH fue adoptado como miembro de pleno derecho de Fimcap